# Noblella peruviana
Noblella peruviana är en groddjursart som först beskrevs av Gladwyn Kingsley Noble 1921.  Noblella peruviana ingår i släktet Noblella och familjen Strabomantidae. IUCN kategoriserar arten globalt som otillräckligt studerad. Inga underarter finns listade i Catalogue of Life.
Arten förekommer endemisk i molnskogar i Peru. Den hittades bland annat vid 1690 meter över havet. Enligt den ursprungliga beskrivningen ligger utbredningsområdet mellan 2800 och 3500 meter över havet, men dessa bergstoppar är egentligen för torra för groddjuret.